# Lijst van bouwwerken van Alexander Kropholler
Dit is een lijst van bouwwerken van architect Alexander Kropholler (1881-1973).
Kropholler was een van de belangrijkste voormannen van het traditionalisme. 
| Bouw       | Naam                                                                      | Plaats                        | Bijzonderheden                                                                              | Afbeelding |
| ---------- | ------------------------------------------------------------------------- | ----------------------------- | ------------------------------------------------------------------------------------------- | ---------- |
| 1902       | Hotel Palais Royal                                                        | Amsterdam                     | Met J.F. Staal, afgebroken in 1925                                                          |            |
| 1902       | Pakhuis Fa. Wijers, Nieuwezijds Voorburgwal 7-9-9a                        | Amsterdam                     | Met J.F. Staal, afgebroken                                                                  |            |
| 1903       | Woonhuis, Koninginneweg 16                                                | Amsterdam                     | Met J.F. Staal                                                                              |            |
| 1903-1904  | Kantoorgebouw De Utrecht                                                  | Leeuwarden                    | Met J.F. Staal                                                                              |            |
| 1904       | Winkelpand Lebbing, Prinsengracht 805-807                                 | Amsterdam                     | Met J.F. Staal, verbouwing bestaand pand (links op foto)                                    |            |
| 1904       | Woonhuis, Prinsengracht 482                                               | Amsterdam                     | Met J.F. Staal                                                                              |            |
| 1904-1906  | Kantoorgebouw De Utrecht                                                  | Amsterdam                     | Met J.F. Staal                                                                              |            |
| 1904-1906  | Winkelpand De Utrecht                                                     | Amsterdam                     | Met J.F. Staal                                                                              |            |
| 1904-1907  | Woon- en winkelpand De Utrecht - 't Binnenhuis                            | Amsterdam                     | Met J.F. Staal                                                                              |            |
| 1905       | Woonhuizen Emmalaan 7-9                                                   | Amsterdam                     | Met J.F. Staal                                                                              |            |
| 1905       | Woonhuizen Emmalaan 8-10                                                  | Amsterdam                     | Met J.F. Staal                                                                              |            |
| 1905       | Boswachterhuis met brandtoren Landgoed de Utrecht                         | Esbeek                        | Met J.F. Staal                                                                              |            |
| 1906       | Bedrijfspand Piano- en Orgelhandel C. Kettner, Heiligeweg 21-25           | Amsterdam                     | Met J.F. Staal                                                                              |            |
| 1906-1909  | Kantoorgebouw De Utrecht, Leidseweg                                       | Utrecht                       | Met J.F. Staal, afgebroken in 1974                                                          |            |
| 1907       | Kantoorgebouw De Utrecht, Choorstraat 14                                  | Utrecht                       | Met J.F. Staal                                                                              |            |
| 1907       | Pand Westeinde 7 in winkelgalerij van het Paleis voor Volksvlijt          | Amsterdam                     | Met J.F. Staal, afgebroken in 1961                                                          |            |
| 1907       | Stal en koetshuis, Plantage Lepellaan 7                                   | Amsterdam                     |                                                                                             |            |
| 1908       | Pakhuis Kettner, Handboogstraat 9                                         | Amsterdam                     | Met J.F. Staal                                                                              |            |
| 1908       | Kantoorgebouw fa. Jac. Bos, Damrak 98                                     | Amsterdam                     | Met J.F. Staal                                                                              |            |
| 1908       | Kantoorgebouw Prins Hendrikkade 116                                       | Amsterdam                     | Met J.F. Staal. Verbouwing bestaand pand, afgebroken                                        |            |
| 1908       | Sint-Alfonsus klooster                                                    | Velp (Noord-Brabant)          | Nieuwe voorgevel voor bestaande kapel                                                       |            |
| 1908-1910  | Sint-Alfonsus klooster                                                    | Velp (Noord-Brabant)          | Uitbreiding met entreegebouw en toren                                                       |            |
| 1910       | Kantoorgebouw Kerkstraat 257                                              | Amsterdam                     | Met J.F. Staal                                                                              |            |
| 1910       | Atelier van Jan Toorop                                                    | Nijmegen                      | Met J.F. Staal                                                                              |            |
| Circa 1910 | Kantoorgebouw Boekbinder E.P. van Bommel, Kerkstraat 58-60                | Amsterdam                     | Met J.F. Staal                                                                              |            |
| 1911       | Landhuis Sint-Jan, Burg. Van Nispen van Sevenaerstraat 35                 | Laren                         | Afgebrand in 1937                                                                           |            |
| 1911       | Landhuis voor J. Mendes da Costa                                          | Laren                         | Uitbreiding in 1916                                                                         |            |
| 1911-1912  | Noodkerk Onze-Lieve-Vrouw van Lourdes                                     | Scheveningen                  | Tijdelijk kerkgebouw, afgebroken in 1925                                                    |            |
| 1913       | O.L.V. van Lourdeskerk                                                    | Scheveningen                  | Lourdeskapel, pastorie en toren (1965)                                                      |            |
| 1914       | Kapel Sint Franciscus-Liefdewerk                                          | Amsterdam                     | Altaar                                                                                      |            |
| 1914-1915  | Onze-Lieve-Vrouw-van-Goede-Raadkerk                                       | Beverwijk                     |                                                                                             |            |
| 1916       | Sint-Simon en Judaskerk                                                   | Tilligte                      |                                                                                             |            |
| 1915       | Zomerhuis "De Zuidhoek"                                                   | Zandvoort                     | Afgebroken in 1944                                                                          |            |
| 1916       | Landhuis Cosy Corner                                                      | Beverwijk                     | Verbouwing bestaand gebouw                                                                  |            |
| 1916       | Landhuis De Klingel                                                       | Hilversum                     |                                                                                             |            |
| 1916       | Landhuis Tine                                                             | Hilversum                     |                                                                                             |            |
| 1915-1916  | Pastorie O.L.V. Hemelvaartkerk                                            | Achthuizen                    | Uitbreiding met schoollokalen in 1931, afgebroken ca. 1990                                  |            |
| 1918       | Noodkerk Sint-Antonius Abt                                                | Rotterdam                     | Afgebroken in 1924                                                                          |            |
| 1918       | Zusterhuis bij Sint-Antonius Abtkerk                                      | Rotterdam                     | Afgebroken in 1974                                                                          |            |
| 1918       | Woonhuis geneesheer-directeur sanatorium Berg en Bosch                    | Apeldoorn                     | Afgebroken                                                                                  |            |
| 1919       | Woonhuis 't Brinkje, Hamersveldseweg 19                                   | Leusden                       |                                                                                             |            |
| 1919-1920  | Sint-Stephanuskerk                                                        | Bornerbroek                   |                                                                                             |            |
| 1919-1920  | Sint-Barbarakerk                                                          | Treebeek                      |                                                                                             |            |
| 1919-1921  | Sint-Paschalis Baylonkerk                                                 | Den Haag                      |                                                                                             |            |
| 1920       | Vijf huizen voor personeel familie Kröller-Müller                         | Apeldoorn                     |                                                                                             |            |
| 1920       | Winkelpand, Fa. Hagen Korte Poten 46                                      | Den Haag                      |                                                                                             |            |
| 1920       | Sint-Bavokerk                                                             | Ursem                         |                                                                                             |            |
| 1920       | Havengebouw Wm. Müller en Co                                              | Rotterdam                     |                                                                                             |            |
| 1920       | Inrijhekken I en II voor Nationaal park De Hoge Veluwe                    | Hoenderloo - Otterlo          |                                                                                             |            |
| 1920       | Woningbouwcomplex Nieuwe Duinstraat/Schippersslootweg                     | Noordwijkerhout               | 45 woonhuizen                                                                               |            |
| 1921       | Landhuis Kropholler                                                       | Wassenaar                     | Uitbreiding in 1927                                                                         |            |
| 1921       | Sint-Ritakerk                                                             | Amsterdam                     | Kerkelijk complex met twee bijhorende scholen                                               |            |
| 1921       | Pastorie Sint-Ritakerk                                                    | Amsterdam                     |                                                                                             |            |
| 1922       | Klooster Sint-Agnes                                                       | Heerlen                       | Afgebroken in 1958                                                                          |            |
| 1924-1928  | Linnaeushof en Martelaren-van-Gorcumkerk                                  | Amsterdam                     |                                                                                             |            |
| 1925       | RK lagere school voor meisjes Sint-Anna en Sint-Agnes                     | Rotterdam                     |                                                                                             |            |
| 1926       | Sint-Tarcisiusschool voor U.L.O. en Sint-Antoniusschool voor G.L.O.       | Rotterdam                     |                                                                                             |            |
| 1926       | Sint-Rosaklooster                                                         | Amsterdam                     | Bij Sint-Ritakerk uit 1921                                                                  |            |
| 1926       | Pieter Bruegelmonument                                                    | Breugel                       |                                                                                             |            |
| 1927       | Villa "Ithaka" voor P.J.S. Serrarens, Schubertlaan 16                     | Bilthoven                     |                                                                                             |            |
| 1927       | Woonhuizen Kwartellaan                                                    | Den Haag                      | 86 woningen in traditionalistische stijl                                                    |            |
| 1928       | Grafsteen Jan Toorop, Begraafplaats Sint Petrus Banden                    | Den Haag                      |                                                                                             |            |
| 1928       | Villa De Goede Reede, Dennenweg 12                                        | Velp                          | Afgebroken in 1972                                                                          |            |
| 1928-1930  | Sint-Antonius-Abtkerk                                                     | Rotterdam                     | Afgebroken in 1973                                                                          |            |
| Circa 1928 | Twee missiekerken Witte Paters van Boxtel                                 | Bij het Tanganyikameer, Kongo |                                                                                             |            |
| 1929-1931  | Kantoorgebouw Hooge Huys                                                  | Alkmaar                       |                                                                                             |            |
| 1929       | St.Rosaschool, onderdeel van het St.Rosaklooster                          | Amsterdam                     | voormalige huishoudschool                                                                   |            |
| 1930-1934  | Bankgebouw Mees & Zoonen                                                  | Rotterdam                     | Met A.A. Nieuwenhuijzen                                                                     |            |
| 1930       | Gemeentehuis                                                              | Noordwijkerhout               | Met A. Siebers                                                                              |            |
| 1931       | Gymnastiekzaal                                                            | Tilburg                       | Tilburg-West, Parochie St. Margarita Maria Alacoque                                         |            |
| 1931-1932  | Raadhuis                                                                  | Waalwijk                      |                                                                                             |            |
| 1932       | Kantoorgebouw Het Witte Kruis                                             | Alkmaar                       | Afgebroken                                                                                  |            |
| 1932       | Dubbel woonhuis, Raadhuisplein 5                                          | Waalwijk                      |                                                                                             |            |
| 1932       | Montessorischool, Huishoudschool, patronaat voor meisjes en vergaderzaal. | Tilburg                       | Tilburg-West, Parochie St. Margarita Maria Alacoque                                         |            |
| 1932-1933  | Sint-Callistuskerk                                                        | Neerbeek                      |                                                                                             |            |
| 1932-1934  | Abdij van Affligem                                                        | Affligem (België)             | Uitbreiding met kloostergang en zuidvleugel                                                 |            |
| 1933       | Klooster met gasthuis voor broeders Benedictijnen                         | Tancrémont                    | Ontwerp klooster is niet uitgevoerd, de verbouwing van het oude patershuis tot gasthuis wel |            |
| 1933       | Kapel en aanbouw Missiehuis Sint-Jan later Kontakt der Kontinenten        | Soesterberg                   |                                                                                             |            |
| 1933       | Ambtswoning burgemeester, Julianastraat 6                                 | Waalwijk                      |                                                                                             |            |
| 1933       | Dienstwoning politie, Raadhuisplein 3                                     | Waalwijk                      |                                                                                             |            |
| 1933-1934  | Kerk van Maria Middelares aller Genaden                                   | Vught                         |                                                                                             |            |
| 1933-1939  | Klooster zusters Franciscanessen en bejaardenhuis Mariënhof               | Vught                         |                                                                                             |            |
| 1933-1934  | Zeven woonhuizen Mariaplein                                               | Vught                         |                                                                                             |            |
| 1933-1936  | Van Abbemuseum                                                            | Eindhoven                     |                                                                                             |            |
| 1934       | Sint-Adelbertabdij                                                        | Egmond-Binnen                 | Herbouw abdij, ontwerp van Kropholler werd slechts gedeeltelijk uitgevoerd                  |            |
| 1934       | Lijkenhuis op begraafplaats                                               | Esbeek                        |                                                                                             |            |
| 1934-1939  | Zeven woonhuizen Deken van Ossstraat                                      | Vught                         |                                                                                             |            |
| 1934-1935  | Pension Mariëngaarde                                                      | Tilburg                       | Tilburg-West, Parochie St. Margarita Maria Alacoque                                         |            |
| 1935       | Zitbank met lantaarn                                                      | Alkmaar                       |                                                                                             |            |
| 1935-1936  | Sint-Petruskerk                                                           | Leiden                        |                                                                                             |            |
| 1935-1936  | Woonhuizen wijk Lammenschans                                              | Leiden                        | Wijk rondom Sint-Petruskerk                                                                 |            |
| 1935-1936  | Politiebureau                                                             | Alkmaar                       |                                                                                             |            |
| 1935-1937  | Winkelpand Hulshoff en Esselmann, Spui 56                                 | Den Haag                      | Afgebroken in 1992                                                                          |            |
| 1936       | Grafkapel van de familie Van Abbe                                         | Eindhoven                     |                                                                                             |            |
| 1936       | O.L.V. Hemelvaartkerk                                                     | Achthuizen                    | Vergroting bestaande kerk                                                                   |            |
| 1936       | Lantaarn Raadhuisplein                                                    | Waalwijk                      |                                                                                             |            |
| 1936-1937  | Kapel bij Sint-Canisiuscollege                                            | Nijmegen                      | Afgebroken in 1986                                                                          |            |
| 1937       | Winkelpand De Gruyter, Grotestraat 247                                    | Waalwijk                      |                                                                                             |            |
| 1937       | Muziekkapel Raadhuisplein                                                 | Waalwijk                      |                                                                                             |            |
| 1938       | Raadhuis                                                                  | Wateringen                    |                                                                                             |            |
| 1938       | Raadhuis                                                                  | Grubbenvorst                  |                                                                                             |            |
| 1938-1939  | Heilige Familiekerk                                                       | Venlo                         | Met F. Stoks                                                                                |            |
| 1938-1941  | Raadhuis                                                                  | Heesch                        | Herbouw, met P.G. Elemens                                                                   |            |
| 1939-1940  | Christuskoepel, kapel op landgoed Mariëndaal                              | Arnhem                        |                                                                                             |            |
| 1939-1940  | Lagere school Het Molenven                                                | Vught                         | Met G. en H. Koesen                                                                         |            |
| 1939-1940  | Woningen Koningin Wilhelminalaan, Raadhuislaan en Prinses Beatrixlaan     | Leidschendam                  | 32 woonhuizen                                                                               |            |
| 1940       | Raadhuis                                                                  | Leidschendam                  |                                                                                             |            |
| 1940       | Raadhuis                                                                  | Wanssum                       | Verwoest in 1944, herbouwd in 1954, afgebroken in 2019                                      |            |
| 1940       | Raadhuis                                                                  | Asten                         |                                                                                             |            |
| 1940-1942  | Stadhuis                                                                  | Medemblik                     |                                                                                             |            |
| Cica 1940  | Woonhuizen Emmastraat 20 en 23                                            | Goirle                        |                                                                                             |            |
| 1941       | Twee woonhuizen en winkelmagazijn, Raadhuisplein 6 en 7                   | Waalwijk                      |                                                                                             |            |
| 1941       | Woon- winkelpand "'t Slot", Raadhuisplein 8                               | Waalwijk                      |                                                                                             |            |
| 1941-1942  | Raadhuis                                                                  | Grouw                         |                                                                                             |            |
| 1946       | Oorlogsmonument Maaslinie                                                 | Boxmeer                       |                                                                                             |            |
| 1947       | Sint-Franciscus van Assisiëkerk                                           | Nijmegen                      | Met Van Oerle en Schrama                                                                    |            |
| 1949-1951  | Raadhuis                                                                  | Arcen                         | Met R.J. Veendorp                                                                           |            |
| 1949-1951  | H.H.Hartenkerk, Graafseweg 194                                            | 's-Hertogenbosch              | Kerk en pastorie                                                                            |            |
| 1950       | Parochiehuis en school bij Sint-Margareta Alacoquekerk                    | Tilburg                       |                                                                                             |            |
| 1953       | Bankgebouw Rotterdamsche Bank                                             | Appingedam                    |                                                                                             |            |
| 1953-1955  | Sint-Christoffelschool                                                    | Tilburg                       | Met F. Lambriex                                                                             |            |
| 1954       | Abdij van Affligem                                                        | Affligem (België)             | Toren, naar ouder ontwerp                                                                   |            |
| 1955       | Kerkelijk centrum Beresteijn                                              | Voorschoten                   | Verbouwing hoofdgebouw                                                                      |            |
| 1957       | Parochiehuis Onze Lieve Vrouwe Middelares Aller Genaden                   | Vught                         | Herbouw van bestaand industrieel pand                                                       |            |
| 1957       | Brandslangtoren                                                           | Waalwijk                      |                                                                                             |            |
| 1958       | Kantoorgebouw Rotterdamse Bank                                            | Oldenzaal                     |                                                                                             |            |
| 1967       | R.K. lagere school Victorialaan 17-25                                     | Vught                         |                                                                                             |            |

## Referentie
- Archimon - Architects, A.J. Kropholler
- Bonas - Kropholler, A.J.[dode link]